# ラクイラ県

ラクイラ県
Provincia dell'Aquila

ラクイラ県（ラクイラけん、イタリア語: Provincia dell'Aquila）は、イタリア共和国アブルッツォ州に属する県の一つ。県都ラクイラはアブルッツォ州の州都でもある。「ラークイラ県」「アクイラ県」「アークイラ県」などとも表記されることがある。

## 地理

### 位置・広がり
アブルッツォ州西部に位置する内陸の県で、南東にモリーゼ州、西にラツィオ州と接する。県都ラクイラは県域西北部に位置し、リエーティから東へ約45km、ペスカーラから西南西へ約68km、首都ローマから北東へ約92km、ペルージャから南東へ約118kmの距離にある。
隣接する県は以下の通り。
- 北 - テーラモ県
- 東 - ペスカーラ県、キエーティ県
- 南東 - イゼルニア県 （モリーゼ州）
- 南 - フロジノーネ県 （ラツィオ州）
- 西 - ローマ県 （ラツィオ州）
- 北西 - リエーティ県 （ラツィオ州）

県の南東部は、アブルッツォ・ラツィオ・モリーゼ国立公園に指定されている。

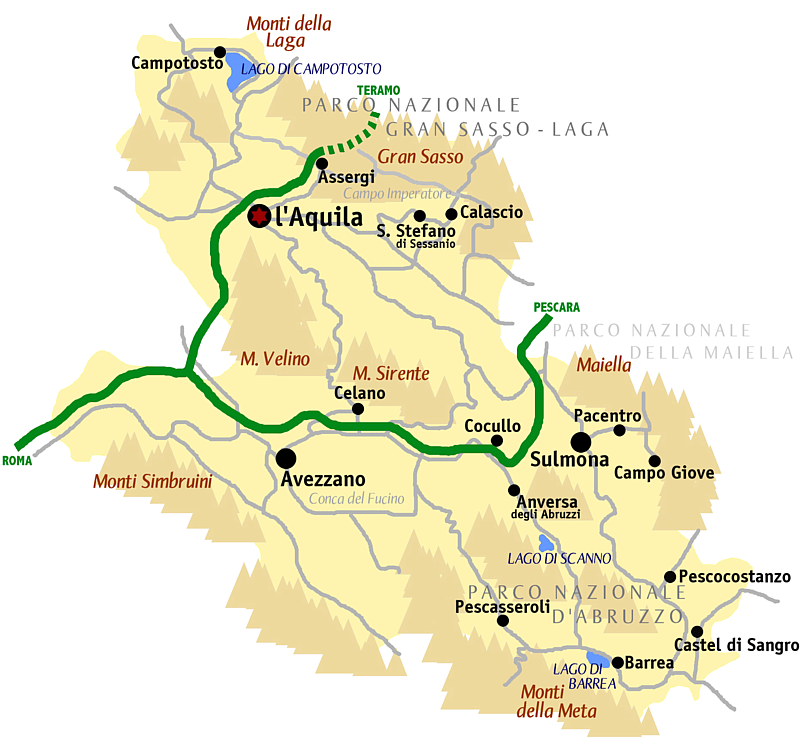
ラクイラ県概略図

### 主要な都市
2001年（平成13年）の国勢調査に基づく居住地区（Località abitata）別人口統計によれば、人口1万人以上の都市は以下の通り。
- ラクイラ - 43,575人
- アヴェッツァーノ - 35,666人
- スルモーナ - 22,205人
- チェラーノ - 10,148人

- ラクイラ
- アヴェッツァーノ
- スルモーナ

## 災害
ラクイラ県は、2009年（平成21年）に発生したラクイラ地震によって、大きな被害を受けた地域でもある。

## 人物

### 著名な出身者
- ベネデット・クローチェ - 19-20世紀の哲学者・歴史学者。ペスカッセーロリ出身。